# Tribu de Gad
La tribu de Gad est l'une des douze tribus d'Israël. Elle descend de Gad, fils de Jacob.
Lors de la conquête du pays de Canaan, la tribu de Gad s'installe à l'est du Jourdain.

## Effectifs de la tribu de Gad
Deux ans après la sortie d'Égypte, Moïse effectue un premier recensement et les descendants de Gad sont au nombre de 45 650. Les descendants de Gad forment une armée de 45 650 hommes.
Après la révolte de Coré, Dathan et Abiron, Moïse effectue un second recensement et les descendants de Gad sont au nombre de 40 500.
L'archéologue Donald Bruce Redford estime que les nombres donnés dans la Bible sont peu crédibles dans la mesure où ils sont trop grands.

## Territoire de la tribu de Gad
Le territoire de la tribu de Gad se trouve en Transjordanie et sa description est donnée dans le Livre de Josué.
- Le pays de Galaad avec ses villes (dont la ville de Ramoth) ainsi que de la ville de Yazer (en).
- La moitié du pays d'Ammon qui s'étendait jusqu'à la ville d'Aroer (en) (située sur la rive de l'Arnon qui constituait la frontière entre les Moabites et les Amorrites), c'est-à-dire la moitié du pays d'Ammon depuis la ville d'Heshbôn jusqu'aux villes  de Raboth-Mitspé, Betonim et Mahanaïm (en).
- La partie orientale de la rive du Jourdain depuis la ville de Beth-Haram, passant par les villes de Beth-Nimra, Soukkot et Tsaphon, comprenant un reste du royaume de Sihôn (en) l'ex-roi de Heshbôn et allant jusqu'au lac de Kinneret au nord de la ville de Debir.

Quatre de leurs villes deviennent des villes lévitiques attribuées aux Merarites : Ramoth, Mahanaïm (en), Heshbôn et Yazer (en). Une de leurs villes est une ville de refuge (en) : Ramoth,,. 
Pour Kenneth Anderson Kitchen, ces listes ne sont pas fiables.

## Disparition de la tribu de Gad
Gad fait partie des dix tribus du royaume d'Israël au nord du royaume de Juda après le schisme.
Ces tribus sont déportées par les Assyriens et disparaissent du récit biblique. La tribu de Gad est considérée comme une des dix tribus perdues d'Israël.

## Membres de la tribu de Gad
- Éliasaph, fils de Déouël, est un chef de la tribu de Gad lors de l'Exode hors d'Égypte[13],[14],[15],[16].
- Gueouël, fils de Maki, est envoyé en éclaireur au pays de Canaan avant sa conquête[17].

## Symboles de la tribu de Gad
Le symbole de Gad est un campement militaire ou une troupe de cavaliers. La pierre précieuse associée à Gad sur le pectoral du grand prêtre est une opale.